# トマス・フィッツモーリス (初代ケリー伯爵)
初代ケリー伯爵・第21代ケリー＝リックナウ男爵トマス・フィッツモーリス（英: Thomas FitzMaurice, 1st Earl of Kerry, 21st Baron Kerry and Lixnaw、1668年 - 1741年3月16日）は、アイルランドの貴族、政治家。

## 経歴
1668年にアイルランド貴族の第20代ケリー＝リックナウ男爵ウィリアム・フィッツモーリスとその妻コンスタンス(旧姓ロング)の長男として生まれる。
1692年から1693年と1695年から1697年にかけてのアイルランド議会でケリー選挙区から選出されて庶民院議員を務めた。
1697年3月に父の死により第21代ケリー＝リックナウ男爵位を継承した。
1711年にはアイルランドの枢密顧問官に列する。
1723年1月17日にアイルランド貴族爵位ケリー伯爵(Earl of Kerry)とクランモーリス子爵(Viscount Clanmaurice)に叙せられた。
1741年3月16日、アイルランドのリックナウで死去。

## 家族
1693年に経済学者ウィリアム・ペティの娘であるアン・ペティと結婚し、彼女との間に以下の2男3女を儲ける。
- 長男 ウィリアム・フィッツモーリス （1694年 - 1747年）、第2代ケリー伯爵位を継承
- 次男 ジョン・フィッツモーリス （1706年 - 1761年）、1751年にペティに改姓し、初代シェルバーン伯爵に叙される
- 長女 アン・フィッツモーリス （? - 1757年）、初代ブランデン男爵モーリス・クロスビーと結婚
- 次女 アラベラ・フィッツモーリス、アーサー・デニーと結婚
- 三女 シャーロット・フィッツモーリス、初代準男爵ジョン・コルスハースト（英語版）と結婚